# Khu sinh học

Các hệ sinh thái rừng mưa nhiệt đới trên toàn Trái Đất họp thành "khu sinh học rừng mưa nhiệt đới".

Biôm hay khu sinh học là thuật ngữ dịch từ tiếng Anh "biome" (phiên âm:/ˈbaɪoʊm/) dùng để chỉ tập hợp các sinh vật cùng với môi trường sinh sống của chúng có một số đặc điểm chung nhất định. Trong thực tế, mỗi tên gọi của một khu sinh học (hay một biôm) dùng để chỉ các hệ sinh thái có chung một số đặc điểm cơ bản, ví dụ như "khu sinh học rừng mưa nhiệt đới" (Tropical Rainforests) là tập hợp các rừng mưa nhiệt đới trên toàn Trái Đất.
Theo nghĩa hẹp hơn, một khu sinh học chỉ gồm hệ sinh vật, nghĩa là chỉ tính đến thành phần sinh vật (mà không có thành phần vật lí), nghĩa là một tập hợp quần xã giống nhau trên các lục địa, từ đó mọi khu sinh học trên hành tinh chúng ta họp thành sinh quyển (biosphere). Theo nghĩa đó, khu sinh học là tập hợp các quần xã gồm những cộng đồng sinh học riêng biệt đã hình thành để đáp ứng với khí hậu chung.
Trong khi một quần xã có thể bao phủ các khu vực rộng lớn, microbiome là hỗn hợp các sinh vật cùng tồn tại trong một không gian xác định ở quy mô nhỏ hơn nhiều. Ví dụ, hệ vi sinh vật ở người là tập hợp vi khuẩn, vi rút và các vi sinh vật khác có trong hoặc trên cơ thể người. Biota là tổng số các sinh vật của một khu vực địa lý hoặc một khoảng thời gian, từ quy mô địa lý địa phương và quy mô thời gian tức thời cho đến quy mô toàn bộ hành tinh và toàn thời gian. Các biota của Trái Đất tạo nên sinh quyển.

## Lịch sử của khái niệm
Thuật ngữ này được đề xuất vào năm 1916 bởi Clements, ban đầu là một từ đồng nghĩa với cộng đồng sinh học của Möbius (1877). Sau đó, nó đã đạt được định nghĩa hiện tại, dựa trên các khái niệm trước đây về nhận thức, hình thành và thực vật (được sử dụng để đối lập với hệ thực vật), với sự bao gồm của yếu tố động vật và loại trừ yếu tố phân loại của thành phần loài. Năm 1935, Tansley đã thêm các khía cạnh khí hậu và đất vào ý tưởng, gọi đó là hệ sinh thái. Các dự án của Chương trình sinh học quốc tế (1964174) đã phổ biến khái niệm về quần xã.
Tuy nhiên, trong một số bối cảnh, thuật ngữ biome được sử dụng theo một cách khác. Trong văn học Đức, đặc biệt là thuật ngữ Walter, thuật ngữ này được sử dụng tương tự như biotope (một đơn vị địa lý cụ thể), trong khi định nghĩa quần xã được sử dụng trong bài viết này được sử dụng như một thuật ngữ quốc tế, phi khu vực - không liên quan đến lục địa một khu vực có mặt, nó có cùng tên quần xã - và tương ứng với "zonobiome", "orobiome" và "pedobiome" (quần xã được xác định theo vùng khí hậu, độ cao hoặc đất).
Trong văn học Brazil, thuật ngữ "biome" đôi khi được sử dụng như từ đồng nghĩa của " tỉnh địa sinh học ", một khu vực dựa trên thành phần loài (thuật ngữ " tỉnh trồng hoa " được sử dụng khi các loài thực vật được xem xét), hoặc cũng là từ đồng nghĩa của "hình thái học" và miền tế bào học "của Ab'Sáber, một không gian địa lý có kích thước lục địa, với ưu thế là đặc điểm địa mạo và khí hậu tương tự, và của một dạng thảm thực vật nhất định. Cả hai bao gồm nhiều quần xã trong thực tế.

## Phân loại
Để phân chia thế giới thành một vài khu vực sinh thái là một nỗ lực khó khăn, đáng chú ý là do các biến thể quy mô nhỏ tồn tại ở mọi nơi trên Trái Đất và do sự thay đổi dần dần từ một quần xã này sang quần xã khác. Do đó, ranh giới của chúng phải được vẽ tùy ý và đặc tính của chúng được thực hiện theo các điều kiện trung bình chiếm ưu thế trong chúng.
Một nghiên cứu năm 1978 trên đồng cỏ Bắc Mỹ  tìm thấy mối tương quan logistic tích cực giữa sự thoát hơi nước tính bằng mm/năm và sản lượng chính trên mặt đất tính bằng g/m²/năm. Kết quả chung từ nghiên cứu là lượng mưa và sử dụng nước dẫn đến sản xuất sơ cấp trên mặt đất, trong khi chiếu xạ mặt trời và nhiệt độ dẫn đến sản xuất chính dưới mặt đất, và nhiệt độ và nước dẫn đến thói quen tăng trưởng mùa mát và ấm. Những phát hiện này giúp giải thích các danh mục được sử dụng trong sơ đồ phân loại sinh học của Holdridge (xem bên dưới), sau đó được Whittaker đơn giản hóa. Tuy nhiên, số lượng các sơ đồ phân loại và sự đa dạng của các yếu tố quyết định được sử dụng trong các sơ đồ đó, tuy nhiên, nên được coi là các chỉ số mạnh cho thấy các quần xã không phù hợp hoàn hảo với các sơ đồ phân loại được tạo ra.

### Khu vực sống Holdridge (1947, 1964)
Holdridge phân loại khí hậu dựa trên tác động sinh học của nhiệt độ và lượng mưa đối với thảm thực vật theo giả định rằng hai yếu tố phi sinh học này là yếu tố quyết định lớn nhất của các loại thảm thực vật được tìm thấy trong môi trường sống. Holdridge sử dụng bốn trục để xác định 30 cái gọi là "tỉnh độ ẩm", có thể thấy rõ trong sơ đồ của ông. Mặc dù kế hoạch này hầu như bỏ qua tiếp xúc với đất và mặt trời, Holdridge thừa nhận rằng những điều này rất quan trọng.

### Kiểu quần xã sinh vật Allee (1949)
Các kiểu genome chính của Allee (1949):
- Đài nguyên
- Taiga
- Rừng rụng lá
- Đồng cỏ
- Sa mạc
- Cao nguyên
- Rừng nhiệt đới
- Quần xã sinh vật nhỏ trên cạn

### Quần xã sinh vậtKendeigh(1961)
Các quần xã sinh vật chính trên thế giới của Kendeigh (1961):
- Thổ địa 
  - Rừng rụng lá ôn đới
  - Rừng lá kim
  - Rừng
  - Nhà nguyện
  - Lãnh nguyên
  - Đồng cỏ
  - Sa mạc
  - Thảo nguyên nhiệt đới
  - Rừng nhiệt đới
  - Hàng hải
  - Sinh vật phù du đại dương và nekton
  - Balanoid-gastropod- thallophyte
  - Pelecypod -annelid
  - Rạn san hô

### Các kiểu quần xã sinh vật Whittaker (1962, 1970, 1975)

Sự phân bố của các loại thảm thực vật như là một hàm của nhiệt độ trung bình hàng năm và lượng mưa.

Whittaker phân loại quần xã sinh vật bằng hai yếu tố phi sinh học: lượng mưa và nhiệt độ. Sơ đồ của anh ta có thể được coi là một sự đơn giản hóa của Holdridge; dễ truy cập hơn, nhưng thiếu tính đặc hiệu lớn hơn của Holdridge.
Whittaker dựa trên cách tiếp cận của mình dựa trên các xác nhận lý thuyết và lấy mẫu theo kinh nghiệm. Ông đã ở một vị trí duy nhất để đưa ra một khẳng định toàn diện như vậy bởi vì trước đây ông đã biên soạn một đánh giá về phân loại quần xã.

#### Các định nghĩa chính để hiểu sơ đồ của Whittaker
- Sinh lý học: các đặc điểm rõ ràng, các đặc điểm bên ngoài hoặc sự xuất hiện của các cộng đồng hoặc loài sinh thái.
- Biome: một nhóm các hệ sinh thái trên cạn trên một lục địa nhất định có cấu trúc thực vật, sinh lý học, các đặc điểm của môi trường và đặc điểm của các cộng đồng động vật của chúng.
- Hình thành: một loại cộng đồng thực vật chính trên một lục địa nhất định.
- Kiểu sinh học: nhóm các quần xã hội tụ hoặc hình thành của các lục địa khác nhau, được xác định bằng sinh lý học.
- Formation-type: một nhóm các thành tạo hội tụ.

Sự khác biệt của Whittaker giữa biome và sự hình thành có thể được đơn giản hóa: sự hình thành chỉ được sử dụng khi áp dụng cho cộng đồng thực vật, trong khi biome được sử dụng khi liên quan đến cả thực vật và động vật. Quy ước của Whittaker về kiểu sinh học hoặc kiểu hình thành đơn giản là một phương pháp rộng hơn để phân loại các cộng đồng tương tự.

#### Các tham số của Whittaker để phân loại các loại quần xã
Whittaker, nhận thấy sự cần thiết phải đơn giản hơn để thể hiện mối quan hệ của cấu trúc cộng đồng với môi trường, đã sử dụng cái mà ông gọi là "phân tích độ dốc" của các mô hình ecocline để liên kết các cộng đồng với khí hậu trên phạm vi toàn cầu. Whittaker đã xem xét bốn tuyến sinh thái chính trong vương quốc trên mặt đất.
1. Mức độ triều: Độ ẩm của các khu vực tiếp xúc với nước và khô xen kẽ với cường độ thay đổi theo vị trí từ thủy triều cao đến thấp
2. Độ ẩm khí hậu
3. Độ dốc nhiệt độ theo độ cao
4. Độ dốc nhiệt độ theo vĩ độ

Cùng với các độ dốc này, Whittaker lưu ý một số xu hướng cho phép anh ta thiết lập các loại quần xã một cách định tính:
- Độ dốc chạy từ thuận lợi đến cực đoan, với những thay đổi tương ứng trong năng suất.
- Những thay đổi về độ phức tạp sinh lý thay đổi theo mức độ thuận lợi của môi trường (giảm cấu trúc cộng đồng và giảm sự khác biệt về chu kỳ khi môi trường trở nên kém thuận lợi hơn).
- Xu hướng đa dạng về cấu trúc theo xu hướng đa dạng loài; sự đa dạng loài alpha và beta giảm từ môi trường thuận lợi đến môi trường khắc nghiệt.
- Mỗi dạng tăng trưởng (ví dụ như cỏ, cây bụi, v.v.) có vị trí đặc trưng có tầm quan trọng tối đa dọc theo đường ecoc.
- Các hình thức tăng trưởng tương tự có thể chiếm ưu thế trong các môi trường tương tự ở các khu vực khác nhau trên thế giới.

Whittaker đã tổng hợp các tác động của độ dốc (3) và (4) để có được độ dốc nhiệt độ tổng thể và kết hợp điều này với độ dốc (2), độ ẩm độ ẩm, để biểu thị các kết luận trên trong sơ đồ phân loại Whittaker. Biểu đồ biểu đồ lượng mưa trung bình hàng năm (trục x) so với nhiệt độ trung bình hàng năm (trục y) để phân loại các loại quần xã.

#### Kiểu quần xã sinh học
1. Rừng mưa nhiệt đới
2. Rừng mưa nhiệt đới theo mùa
  - rụng lá
  - bán nguyệt
3. Rừng mưa nhiệt đới khổng lồ
4. Rừng nhiệt đới Montane
5. Rừng rụng lá ôn đới
6. Rừng thường xanh ôn đới
  - cần thiết
  - xơ cứng
7. Rừng lá kim dưới đất (subiga)
8. Rừng elfin
9. Rừng gai và rừng
10. Chà gai
11. Rừng ôn đới
12. Cây bụi ôn đới
  - rụng lá
  - cây thạch thảo
  - xơ cứng
  - subalpine-Needleleaf
  - subalpine-broadleaf
13. Savanna
14. Đồng cỏ ôn đới
15. Đồng cỏ núi cao
16. Lãnh nguyên
17. Sa mạc nhiệt đới
18. Sa mạc ôn đới ấm áp
19. Mát mẻ sa mạc ôn đới
20. Sa mạc Bắc cực
21. Không có gì
22. Rừng đầm lầy nước ngọt nhiệt đới
23. Rừng đầm lầy nước ngọt ôn đới
24. Vùng nước ngập mặn
25. Ruộng muối
26. Đất ngập nước [24]

### Các loại hệ sinh thái Goodall (1974-)
... Loạt hệ sinh thái đa dạng của thế giới, được chỉnh sửa bởi David W. Goodall, cung cấp một phạm vi bao quát toàn diện về "các loại hệ sinh thái hoặc quần xã" chính trên Trái Đất:

### Các zonobiome Walter (1976, 2002)
Sơ đồ phân loại cùng tên với Heinrich Walter xem xét tính thời vụ của nhiệt độ và lượng mưa. Hệ thống, cũng đánh giá lượng mưa và nhiệt độ, tìm thấy chín loại quần xã chính, với các đặc điểm khí hậu và kiểu thảm thực vật quan trọng. Ranh giới của mỗi quần xã tương quan với các điều kiện độ ẩm và căng thẳng lạnh là yếu tố quyết định mạnh mẽ của hình thức thực vật, và do đó thảm thực vật xác định vùng. Các điều kiện khắc nghiệt, chẳng hạn như lũ lụt trong một đầm lầy, có thể tạo ra các loại cộng đồng khác nhau trong cùng một quần xã.
| Zonobiome                                                                         | Loại đất Zonal                                    | Kiểu thảm thực vật                                                                   |
| --------------------------------------------------------------------------------- | ------------------------------------------------- | ------------------------------------------------------------------------------------ |
| ZB I. Xích đạo, luôn ẩm, ít nhiệt độ theo mùa                                     | Đất sét nâu xích đạo                              | Rừng mưa nhiệt đới thường xanh                                                       |
| ZB II. Nhiệt đới, mùa mưa mùa hè và mùa đông mát mẻ                               | Đất sét đỏ hoặc đất đỏ                            | Rừng nhiệt đới theo mùa, rừng khô theo mùa, bụi rậm hoặc savanna                     |
| ZB III. Khí hậu cận nhiệt đới, cao theo mùa, khô cằn                              | Seroseme, sierozeme                               | Thảm thực vật sa mạc với bề mặt lộ ra đáng kể                                        |
| ZB IV. Địa Trung Hải, mùa mưa mùa đông và hạn hán mùa hè                          | Đất nâu Địa Trung Hải                             | Sclerophyllous (thích nghi với hạn hán), vùng cây bụi và rừng nhạy cảm với sương giá |
| ZB V. Trời ôn đới, sương muối thường xuyên, thường có lượng mưa tối đa vào mùa hè | Đất rừng màu vàng hoặc đỏ, đất podsolic hơi       | Rừng thường xanh ôn đới, hơi nhạy cảm với sương giá                                  |
| ZB VI. Nemoral, khí hậu ôn hòa với mùa đông lạnh giá                              | Đất nâu và đất rừng xám                           | Rừng ôn đới, rụng lá, ôn đới                                                         |
| ZB VII. Lục địa, khô cằn, với mùa hè ấm áp hoặc nóng và mùa đông lạnh             | Chernozem đến serozem                             | Đồng cỏ và sa mạc ôn đới                                                             |
| ZB VIII. Boreal, ôn đới lạnh với mùa hè mát mẻ và mùa đông dài                    | Podsols                                           | Rừng thường xanh, sương giá, rừng lá kim (taiga)                                     |
| ZB IX. Mùa hè cực, ngắn, mát mẻ và mùa đông dài, lạnh                             | Đất mùn Tundra với sự hòa tan (đất băng vĩnh cửu) | Thảm thực vật thấp, thường xanh, không có cây, mọc trên đất đóng băng vĩnh viễn      |

### Các vùng sinh thái Schultz (1988)
Schultz (1988) định nghĩa chín ecozones (lưu ý rằng khái niệm của ông ecozone là tương tự như khái niệm về quần xã sinh vật sử dụng trong bài viết này hơn là các khái niệm về ecozone của BBC):
1. vùng cực / phân cực
2. vùng bắc cực
3. giữa vĩ độ ẩm
4. khô cằn giữa vĩ độ
5. vùng đất nhiệt đới / cận nhiệt đới
6. Cận nhiệt đới kiểu Địa Trung Hải
7. nhiệt đới theo mùa
8. cận nhiệt đới ẩm
9. vùng nhiệt đới ẩm

### Khu sinh thái Bailey (1989)
Robert G. Bailey gần như đã phát triển một hệ thống phân loại địa lý sinh thái cho Hoa Kỳ trong một bản đồ được xuất bản năm 1976. Sau đó, ông đã mở rộng hệ thống để bao gồm phần còn lại của Bắc Mỹ vào năm 1981 và thế giới vào năm 1989. Hệ thống Bailey, dựa trên khí hậu, được chia thành bảy miền (cực, ôn đới, khô, ẩm và nhiệt đới), với các phân chia tiếp theo dựa trên các đặc điểm khí hậu khác (cận nhiệt đới, ôn đới ấm áp, ôn đới nóng và cận nhiệt đới; lục địa, đất thấp và núi).